# Echinops jesdianus
Echinops jesdianus là một loài thực vật có hoa trong họ Cúc. Loài này được Boiss. & Buhse mô tả khoa học đầu tiên năm 1860.